# Тяговий електродвигун

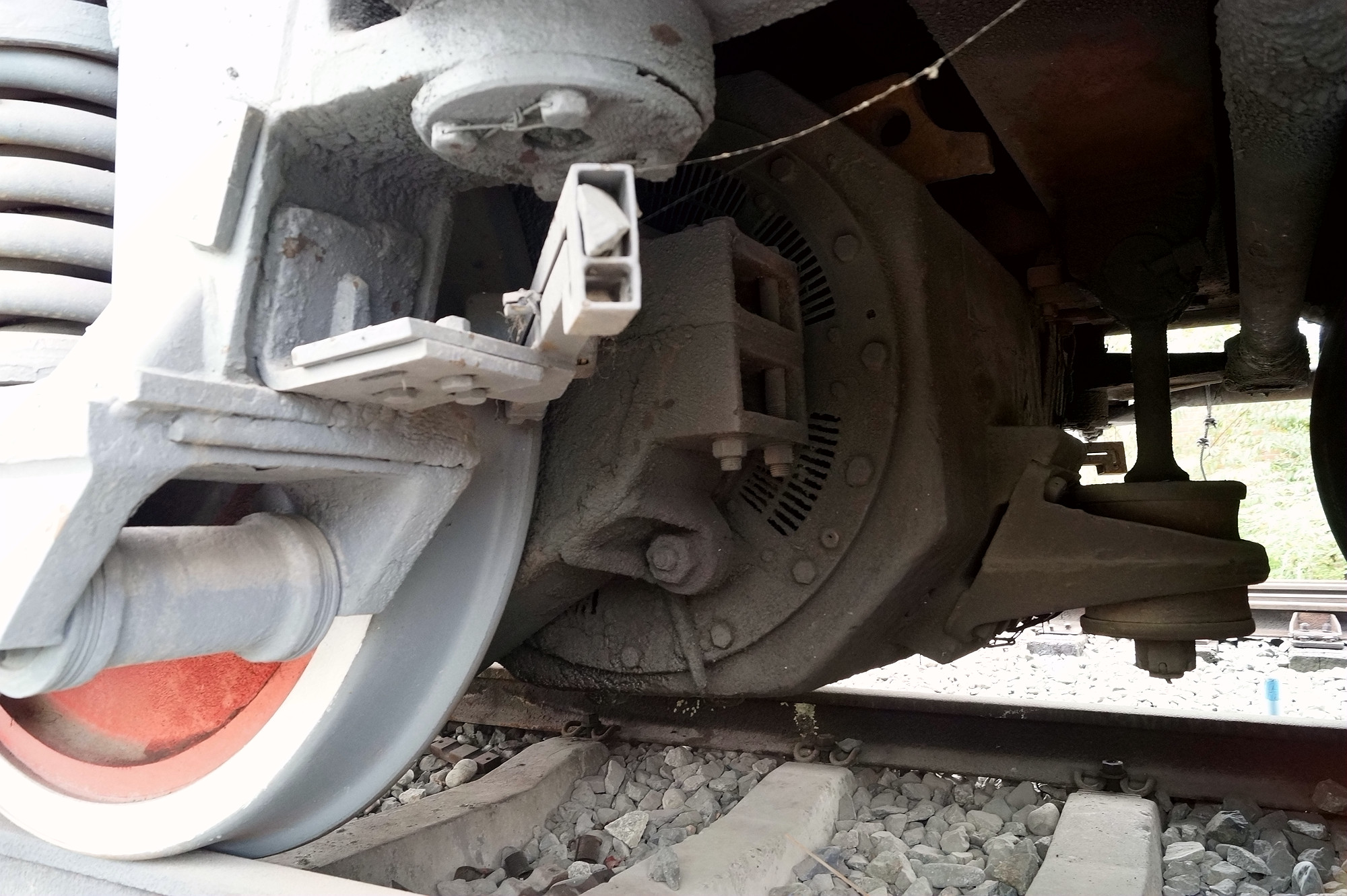
Тяговий електродвигун ZQDR-410 (великий темний компонент на осі з маленькими вентиляційними отворами)

Тяговий електродвигун ТЕД — електричний двигун, призначений для приведення в рух транспортних засобів, зокрема електровозів, електропоїздів, тепловозів, трамваїв, тролейбусів, електромобілів, електроходів, великовантажних автомобілів з електроприводом, танків і машин на гусеничному ходу з електропередачею, підйомно-транспортних машин, самохідних кранів тощо).
Основною відмінністю ТЕД від звичайних електродвигунів великої потужності є те, що монтаж таких двигунів трудомісткий, тому ці двигуни можуть розташовуватись тільки у спеціальних конструкціях (відповідні діаметри і довжина, спеціальні засоби для кріплення тощо).
Тягові двигуни міського і залізничного транспорту, а також двигуни мотор-коліс автомобілів експлуатуються в складних погодних умовах, у вологому і запиленому повітрі. Також на відміну від електродвигунів загального призначення ТЕД працюють в різноманітних режимах (короткочасних, повторно-короткочасних з частими запусками), що супроводжується широкою зміною частоти обертання ротора і навантаження по струму (при зрушенні з місця може в 2 рази перевищувати номінальний). При експлуатації тягові двигуни піддаються механічним, тепловим і електричним перенавантаженням. Тому під час їхнього проектування враховують підвищену електричну і механічну міцність деталей і вузлів, теплостійку і вологостійку ізоляцію струмопровідних частин і обмоток, стабільну комутацію двигунів.
Розвиток напівпровідникової техніки надав поштовх до переходу від двигунів з електромеханічною комутацією до вентильних машин з комутацією, за допомогою напівпровідникових перетворювачів.
Через те що умови роботи тягових двигунів можна вважати важкими, та зважаючи на їхні габаритні розміри тягові двигун відносять до машин граничного використання.

## Класифікація
Тягові електродвигуни класифікують за:
- струмом:
  - постійного (в тому числі випрямленого багатофазного пульсуючого, з пульсацією до 10%),
  - пульсуючого (в тому числі випрямленого однофазного пульсуючого, з пульсацією більше 10%),
  - змінного;
- типом:
  - постійного струму,
  - синхронні,
  - асинхронні;
- типом підвішування:
  - опорно-осьове,
  - опорно-рамне;
- конструкцією:
  - за наявністю колектора
    - колекторні
    - безколекторні (безконтактні, вентильні),

  - за типом руху
    - обертальні (циліндричні)
    - лінійні (циліндрично-сегментні і поздовжнні);
- режимом роботи:
  - працюють в тривалому режимі,
  - працюють в короткотривалому режимі (робочий період 15-90 хвилин),
  - працюють в повторно-короткочасному режимі (тривалість увімкнення 15-60%);
- ступенем захисту
- способом охолодження:
  - з природним охолодженням,
  - з повітряним обдувом:
    - з незалежною вентиляцією,
    - з самовентиляцією,

  - з рідинним охолодженням (водяним).

## Будова ТЕД

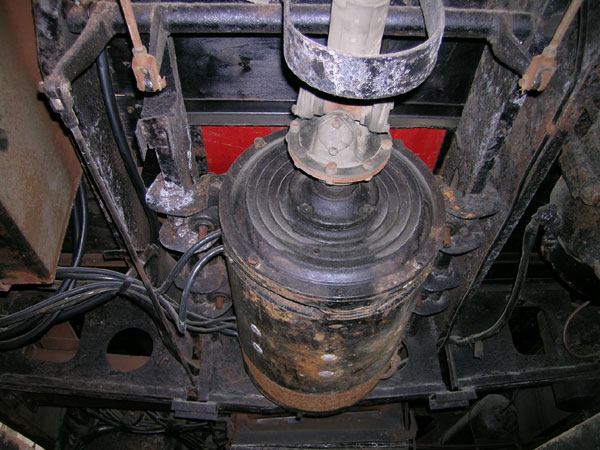
Тяговий електродвигун ДК-207А тролейбуса ЗіУ-5

Тяговий електродвигун, по суті, являє собою електродвигун з передачею крутного моменту на рушій транспортного засобу (колесо, гусеницю або гребний гвинт).
В кінці XX ст. створили кілька моделей безредукторних ТЕД, коли якір насаджувався безпосередньо на вісь колісної пари. Однак навіть повне підресорювання двигуна відносно осі не позбавляло конструкцію від недоліків, які унеможливлювали роботу двигуна на повній потужності. Проблему вирішили, встановивши понижувальний редуктор, це дало можливість значно збільшити потужність і розвинути достатню для масового застосування ТЕД на транспортних засобах силу тяги.
Окрім основного режиму, тягові електродвигуни можуть працювати в реверсивному режимі (зворотне обертання валу), а також в режимі генератора (при електричному гальмуванні, рекуперації).
Важливим моментом використання ТЕД є необхідність забезпечення плавного пуску-гальмування двигуна для управління швидкістю транспортного засобу. Спочатку регулювання сили струму здійснюється за рахунок підключення додаткових резисторів і зміни схеми комутації силових кіл. З метою зменшення навантаження і підвищення ККД почали застосовувати імпульсний струм, регулювання якого не потребувало резисторів. Надалі почали використовувати електронні схеми, які керувалися мікропроцесорами. Для управління даними схемами (не залежно від їхньої будови) застосовуються контроллери, вони регулюють набір необхідної швидкості для транспортного засобу. Контроллерами керує людина (водій, машиніст).

### Характеристики
Як правило, визначаються наступні характеристики:
- Електромеханічні (типові)(потужність, залежність частоти обертання якоря від сили струму тощо)
  - залежності від струму якоря
    - частоти обертання
    - крутного моменту
    - ККД
- Електротягові
  - залежності від струму якоря
    - кругової швидкості рухомих коліс
    - сили тяги
    - ККД на ободі рухомих коліс
- Тягові
- Теплові (залежність температур окремих частин ТЕД від часу при різній силі струму);
- Аеродинамічні (характеризують обдування двигуна).

## Режими роботи
Для електричного рухомого складу регламентовані два режими роботи двигунів, для яких існують номінальні параметри:
потужність, напруга, струм, частота обертання, крутний момент тощо. Ці параметри вказуються на паспортній табличці двигуна, в його технічному паспорті та інших документах.
- Тривалий режим — навантаження найбільшим струмом якоря необмеженого часом (більше 4-6 годин після запуску) за номінальної напруги на затисках і вентиляції яке не допускає перевищення гранично можливих температур.
- Годинний режим (короткочасний) — навантаження найбільшим струмом якоря при запуску з практично холодного стану протягом однієї години при номінальній напрузі зі збудженням і вентиляцією, яке не дозволяє перевищення гранично допустимих температур.

Для електровозів розрахунковим є тривалий режим, а для електропоїздів — годинний. Однак номінальними режимами для електровозів і електропоїздів є тривалий і годинний, а для тепловозів — тривалий і інколи годинний. Для всіх інших — короткочасний або повторно-короткочасний.